# Црква Св. арханђела Гаврила у Горњем Рибнику
Црква Св. арханђела Гаврила у Горњем Рибнику, насељеном месту на територији општине Трстеник, припада Епархији крушевачкој Српске православне цркве и представља као најстарија очувана црква у општини Трстеник, непокретно културно добро као споменик културе од 1984. године.  

## О селу и цркви
Село Рибник је према предањима назив добило по богатим рибњацима који су испуњавали големо поље крај Мораве. Немањићи, Хребељановићи, Обреновићи и Карађорђевићи су се прехрањивали из поменутих рибњака.
Рибник је потом у Милошево време био значајан центар и његова добробит и суштинска намена била је свињогојство. На молитву и богослужење мештани овог села ишли у манастир Велуће, међутим је 1824. године, у селу је саграђена црква посвећена Светом Архангелу Гаврилу. Та црква се убраја у једну од пет Милошевих покајница.
Поводом прославе 180 година постојања храма 2004. године, дограђена је и освештана припрата. Тим чином је заштићен иконостас од негативног утицаја дима који потиче од паљења свећа, нађено је ефикасно решење.
Храмовна слава је Свети архангел Гаврило, која се облежава 26. јула.